# Jiří Rys
Jiří Rys (* 31. března 1992) je český lední hokejista hrající na pozici levého útočníka.

## Život
S hokejem začínal v klubu BK Mladá Boleslav, za který posléze nastupoval v jeho mládežnických a juniorském výběru. V sezóně 2011/2012 nastoupil prvně, byť na jediné utkání, za muže tohoto klubu. Během následujícího ročníku již v tomto mužstvu odehrál 46 utkání v základní části a dalších 15 v playoff a baráži. Vedle toho nastoupil ještě po dvou utkáních za mladoboleslavské juniory a za NED Hockey Nymburk. V sezóně 2013/2014 hrál opět za Mladou Boleslav a také za HC Pardubice. Během dalšího ročníku rozdělil své soutěžní starty mezi Boleslav a HC Litoměřice a v sezóně 2015/2016 postupně nastupoval v dresech Mladé Boleslavi, Ústí nad Labem a Benátek nad Jizerou. Po sezóně v Mladé Boleslavi skončil a přestoupil na hostování do celku HC Slavia Praha. Během letní pauzy roku 2017 změnil klub, v němž hostoval a na sezónu 2017/2018 byl z mateřského celku Mladé Boleslavi zapůjčen do Dukly Jihlava.
Rys také pravidelně nastupoval za mládežnické reprezentační výběry České republiky.